# Голубовская, Валентина Степановна
Валенти́на Степа́новна Голубо́вская (23 февраля 1939 — 10 марта 2018, Одесса) — советский и украинский искусствовед, краевед, библиофил.

## Биография
Валентина Голубовская родилась 23 февраля 1939 года в Одессе.
Окончила Ленинградский ордена Ленина государственный университет имени А. А. Жданова.
Преподавала историю искусств и историю костюма в Одесском театрально-художественного училище.
Автор книг «На краю родной Гипербореи», «Мама купила книгу», очерков и статей об Одессе и знаменитых одесситах.
Умерла 10 марта 2018 года в Одессе. Похоронена на Новогородском кладбище.

### Семья
Муж — Евгений Михайлович Голубовский (1936—2023), советский и украинский культуролог, журналист, редактор; вице-президент Всемирного клуба одесситов. Дочь — Анна Голубовская.

## Труды
- Голубовская В. Л. Сокровища одесских музеев. — Одесса: Маяк, 1970. — 88 с.